# 65-й меридіан західної довготи
65-й меридіан західної довготи — лінія довготи, що лежить на 65 градусів західніше Гринвіцького меридіана. Вона проходить від Північного полюса через Північний Льодовитий океан, Північну Америку, Атлантичний океан, Південну Америку, Південний океан та Антарктиду до Південного полюса.
65-й меридіан західної довготи формує велике коло разом із 115-тим меридіаном східної довготи.

## Список географічних об'єктів, що перетинає 65° зх. д.
Починаючи на Північному полюсі та рухаючись до Південного полюса, 65-й меридіан західної довготи проходить через:
| Координати                                                 | Країна, територія або море      | Примітки |
| ---------------------------------------------------------- | ------------------------------- | --- |
| 90°0′ пн. ш. 65°0′ зх. д. / 90.000° пн. ш. 65.000° зх. д.  | Північний Льодовитий океан      | |
| 83°18′ пн. ш. 65°0′ зх. д. / 83.300° пн. ш. 65.000° зх. д. | Море Лінкольна                  | |
| 82°54′ пн. ш. 65°0′ зх. д. / 82.900° пн. ш. 65.000° зх. д. | Канада                          | Нунавут — проходить через острів Елсмір                                                                                      |
| 81°20′ пн. ш. 65°0′ зх. д. / 81.333° пн. ш. 65.000° зх. д. | Протока Нерса                   | |
| 80°46′ пн. ш. 65°0′ зх. д. / 80.767° пн. ш. 65.000° зх. д. | Гренландія                      | Проходить через Землю Вашингтона[en]                                                                                         |
| 76°1′ пн. ш. 65°0′ зх. д. / 76.017° пн. ш. 65.000° зх. д.  | Море Баффіна                    | |
| 70°0′ пн. ш. 65°0′ зх. д. / 70.000° пн. ш. 65.000° зх. д.  | Дейвісова протока               | |
| 68°3′ пн. ш. 65°0′ зх. д. / 68.050° пн. ш. 65.000° зх. д.  | Канада                          | Нунавут — проходить через Баффінову Землю                                                                                    |
| 70°0′ пн. ш. 65°0′ зх. д. / 70.000° пн. ш. 65.000° зх. д.  | Дейвісова протока               | Затока Камберленд |
| 64°29′ пн. ш. 65°0′ зх. д. / 64.483° пн. ш. 65.000° зх. д. | Канада                          | Нунавут — проходить через острови Крістофера Холла[en], Лейборн[en] та Баффінову Землю                                       |
| 62°29′ пн. ш. 65°0′ зх. д. / 62.483° пн. ш. 65.000° зх. д. | Дейвісова протока               | |
| 61°52′ пн. ш. 65°0′ зх. д. / 61.867° пн. ш. 65.000° зх. д. | Канада                          | Нунавут — проходить через острови Еджелл[en] та Резолюшн                                                                     |
| 61°24′ пн. ш. 65°0′ зх. д. / 61.400° пн. ш. 65.000° зх. д. | Гудзонова протока               | |
| 60°10′ пн. ш. 65°0′ зх. д. / 60.167° пн. ш. 65.000° зх. д. | Канада                          | Проходить через півострів Лабрадор Квебек Ньюфаундленд і Лабрадор Квебек                                                     |
| 50°16′ пн. ш. 65°0′ зх. д. / 50.267° пн. ш. 65.000° зх. д. | Затока Святого Лаврентія        | |
| 49°13′ пн. ш. 65°0′ зх. д. / 49.217° пн. ш. 65.000° зх. д. | Канада                          | Квебек — проходить через півострів Ґаспе                                                                                     |
| 48°7′ пн. ш. 65°0′ зх. д. / 48.117° пн. ш. 65.000° зх. д.  | Затока Шальор                   | |
| 47°50′ пн. ш. 65°0′ зх. д. / 47.833° пн. ш. 65.000° зх. д. | Канада                          | Нью-Брансвік |
| 45°33′ пн. ш. 65°0′ зх. д. / 45.550° пн. ш. 65.000° зх. д. | Затока Фанді                    | |
| 45°5′ пн. ш. 65°0′ зх. д. / 45.083° пн. ш. 65.000° зх. д.  | Канада                          | Нова Шотландія |
| 43°46′ пн. ш. 65°0′ зх. д. / 43.767° пн. ш. 65.000° зх. д. | Атлантичний океан               | Проходить західніше Бермудських Островів                                                                                     |
| 18°23′ пн. ш. 65°0′ зх. д. / 18.383° пн. ш. 65.000° зх. д. | Американські Віргінські Острови | Проходить через острів Сент-Томас                                                                                            |
| 18°21′ пн. ш. 65°0′ зх. д. / 18.350° пн. ш. 65.000° зх. д. | Карибське море                  | Проходить західніше острова Санта-Крус, Американські Віргінські Острови Проходить східніше острова Ла-Тортуга[en], Венесуела |
| 10°4′ пн. ш. 65°0′ зх. д. / 10.067° пн. ш. 65.000° зх. д.  | Венесуела                       | |
| 1°11′ пн. ш. 65°0′ зх. д. / 1.183° пн. ш. 65.000° зх. д.   | Бразилія                        | Амазонас Рондонія |
| 12°0′ пд. ш. 65°0′ зх. д. / 12.000° пд. ш. 65.000° зх. д.  | Болівія                         | |
| 22°5′ пд. ш. 65°0′ зх. д. / 22.083° пд. ш. 65.000° зх. д.  | Аргентина                       | |
| 40°46′ пд. ш. 65°0′ зх. д. / 40.767° пд. ш. 65.000° зх. д. | Атлантичний океан               | Затока Сан-Матіас[en] |
| 42°7′ пд. ш. 65°0′ зх. д. / 42.117° пд. ш. 65.000° зх. д.  | Аргентина                       | |
| 43°16′ пд. ш. 65°0′ зх. д. / 43.267° пд. ш. 65.000° зх. д. | Атлантичний океан               | Проходить через протоку Ле-Мер між островами Вогняна Земля та Естадос, Аргентина                                             |
| 60°0′ пд. ш. 65°0′ зх. д. / 60.000° пд. ш. 65.000° зх. д.  | Південний океан                 | |
| 65°55′ пд. ш. 65°0′ зх. д. / 65.917° пд. ш. 65.000° зх. д. | Антарктида                      | Проходить через територію, на яку претендують Аргентина, Чилі та Велика Британія                                             |